# La Herradura (Chile)
La Herradura es una localidad chilena ubicada en la costa de la comuna de Coquimbo, ubicada en la Bahía de La Herradura de Guayacán, colindante con el sector de Guayacán.

## Historia
Antes de la llegada de los españoles a la zona, el sector de La Herradura estaba poblado por indígenas changos, quienes utilizaban el sector como refugio y zona de pesca. Durante el siglo XX fueron halladas varias osamentas y restos arqueológicos correspondientes a dicha cultura durante excavaciones como parte de diferentes obras de construcción.
En abril de 1710 el explorador francés Louis Feuillée arribó a la bahía, asignándole el nombre de «St. Joseph». La expedición del HMS Beagle a las costas de América del Sur y circunnavegación del globo bajo el mando del comandante Robert Fitz Roy llegó a la bahía de La Herradura el 4 de junio de 1835, hospedándose en el lugar hasta el día 6.

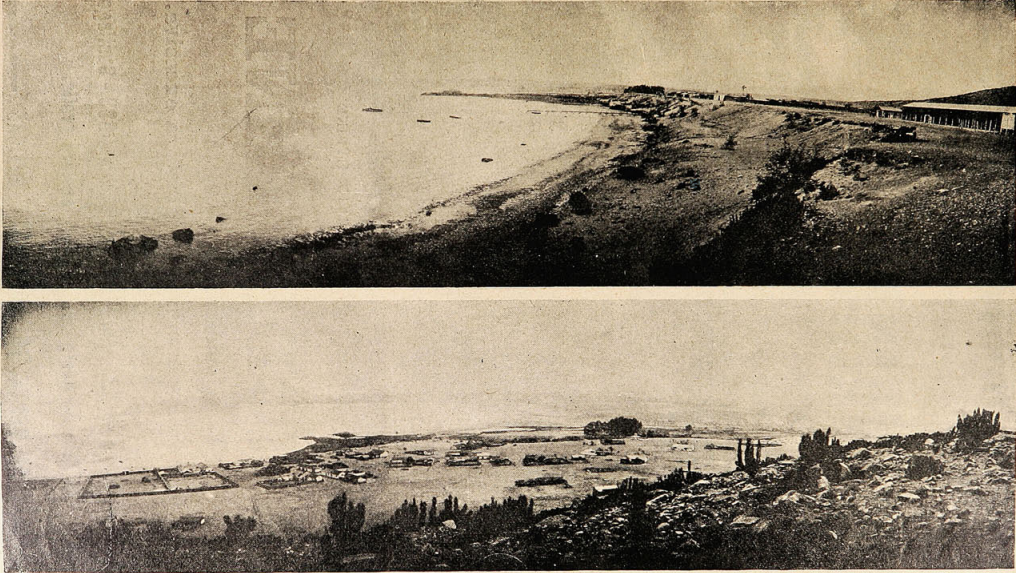
La Herradura en 1914.

En 1848 Roberto Eduardo Alison —a través de la Compañía Méjico-Sudamericana— estableció en el lugar una fundición de cobre y una población que contó con más de 1000 habitantes entre chilenos y británicos, para lo cual también se construyó un muelle cerca de la roca Ballena, el cual fue habilitado para el embarque y desembarque de minerales mediante decreto del 13 de mayo de 1850. Sin embargo, el surgimiento de la fundición de Guayacán en abril de 1858 por parte de José Tomás Urmeneta y Maximiano Errázuriz Valdivieso y la construcción de un muelle en dicho sector que estuvo habilitado para el cabotaje hicieron que la producción en la fundición de La Herradura decayera y el recinto fuera finalmente abandonado. Hacia los años 1930 el propietario del muelle de La Herradura era el empresario alemán Adolfo Floto Klix.

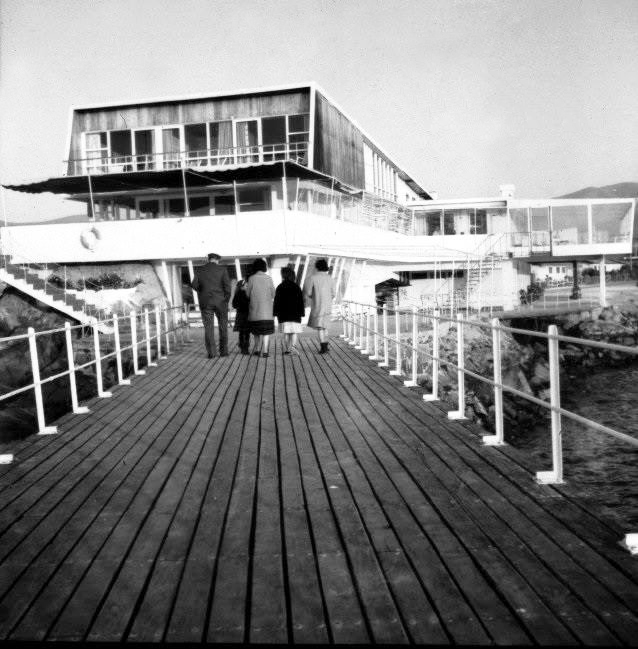
Edificio del Club de Yates de La Herradura.

En enero de 1920 fue presentado un proyecto para instalar tranvías eléctricos entre Coquimbo y La Herradura, a cargo de Rojelio Rojas, quien obtuvo la autorización de la Municipalidad en marzo del mismo año; incluso la prensa de la época señalaba en abril que los 6 carros (para 10 personas cada uno) que conformarían el servicio ya habían sido encargados a Alemania. Sin embargo, el proyecto fue abandonado en julio del mismo año luego de que Exequiel Lanas desconociera la promesa de venta de sus terrenos por donde circularía el tranvía en La Herradura debido a que el contrato incluía la supuesta instalación de una Escuela de Artillería en el sector, situación que fue negada por el gobierno chileno.
Entre 1950 y 1951, y como parte de las obras del Plan Serena, se construyó el edificio que albergaba inicialmente al Club de Yates de La Herradura, sobre el antiguo muelle ubicado al oeste de la roca Ballena. El edificio es obra del arquitecto Martín Lira.
Durante los años 1990 se vivió un nuevo impulso al turismo en el sector, lo que ocurrió de la mano con la construcción de edificios y complejos turísticos, como el caso de «Lido Italiano» y el complejo inmobiliario «Cuenca del Sol», edificados entre 1993 y 1995.
El 28 de julio de 2015 fue inaugurado un nuevo muelle para los pescadores artesanales de La Herradura, ubicado en la playa al oeste del Club de Yates. La estructura resultó destruida tras el terremoto y tsunami de septiembre de 2015, siendo reconstruida y reinaugurada en abril de 2016.

## Geografía

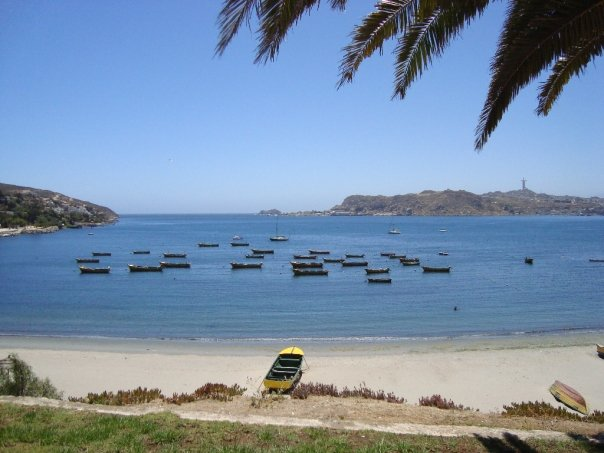
Playa de La Herradura.

La localidad se encuentra en el extremo suroeste de la bahía de La Herradura de Guayacán, ubicada al sur de la península de Coquimbo. Francisco Astaburuaga describe el lugar en su Diccionario Geográfico de la República de Chile (1899) de la siguiente forma:

Herradura de Coquimbo.-—Pequeña ensenada semicircular del departamento de Puerto de Coquimbo, que se abre en la costa inmediatamente al SO. de la bahia del puerto de su ciudad capital; el fondo de una y otra se separan por un espacio de lomas arenosas de unos dos kilómetros de ancho. La herradura mira al NO., y tiene una boca de 440 metros de claro y dentro un ámbito como de un kilómetro de diámetro. Es en todo tiempo de buen fondeadero y capaz para bastantes buques. Sus riberas son bajas y suben en suaves recuestos por lo general á las planicies áridas de su contorno. Contiene dos surgideros principales: el de Guayacán (véase) y el de su nombre. Este se encuentra en el fondo austral por los 29° 59' Lat. y 71° 23' Lon. En su playa existía de antiguo un asiento de pescadores con agua de pozo, y junto á él estuvo acampada la tripulación del buque explorador inglés, que montaba el capitán Roberto Fitz-Roy, mientras, durante el mes de mayo de 1835, aquel se carenaba. En 1847 se establecieron aquí hornos de fundición de minerales de cobre y en 5 de abril del siguiente año se habilitó esta caleta para la internación de artículos concernientes á la empresa. Desde luego tuvo una capilla y escuela gratuita, y un regular número de habitantes. Después le disminuyó su importancia el establecimiento de Guayacán.
Diccionario Geográfico de la República de Chile (1899).

Existe un promontorio rocoso en la costa denominado «roca Ballena», ubicado a un costado del antiguo muelle que forma parte del Club de Yates.

### Playas
La Herradura cuenta con playas de arena blanca y fina en una extensión total de 2 km, en las cuales el agua alcanza una temperatura promedio entre 17 y 19 °C durante el verano. Se puede encontrar en dichas playas especies como merluza, congrio colorado y negro.
En las playas de La Herradura también se practica windsurf, buceo, natación, surf, kayak, velerismo y stand up paddle.

## Servicios

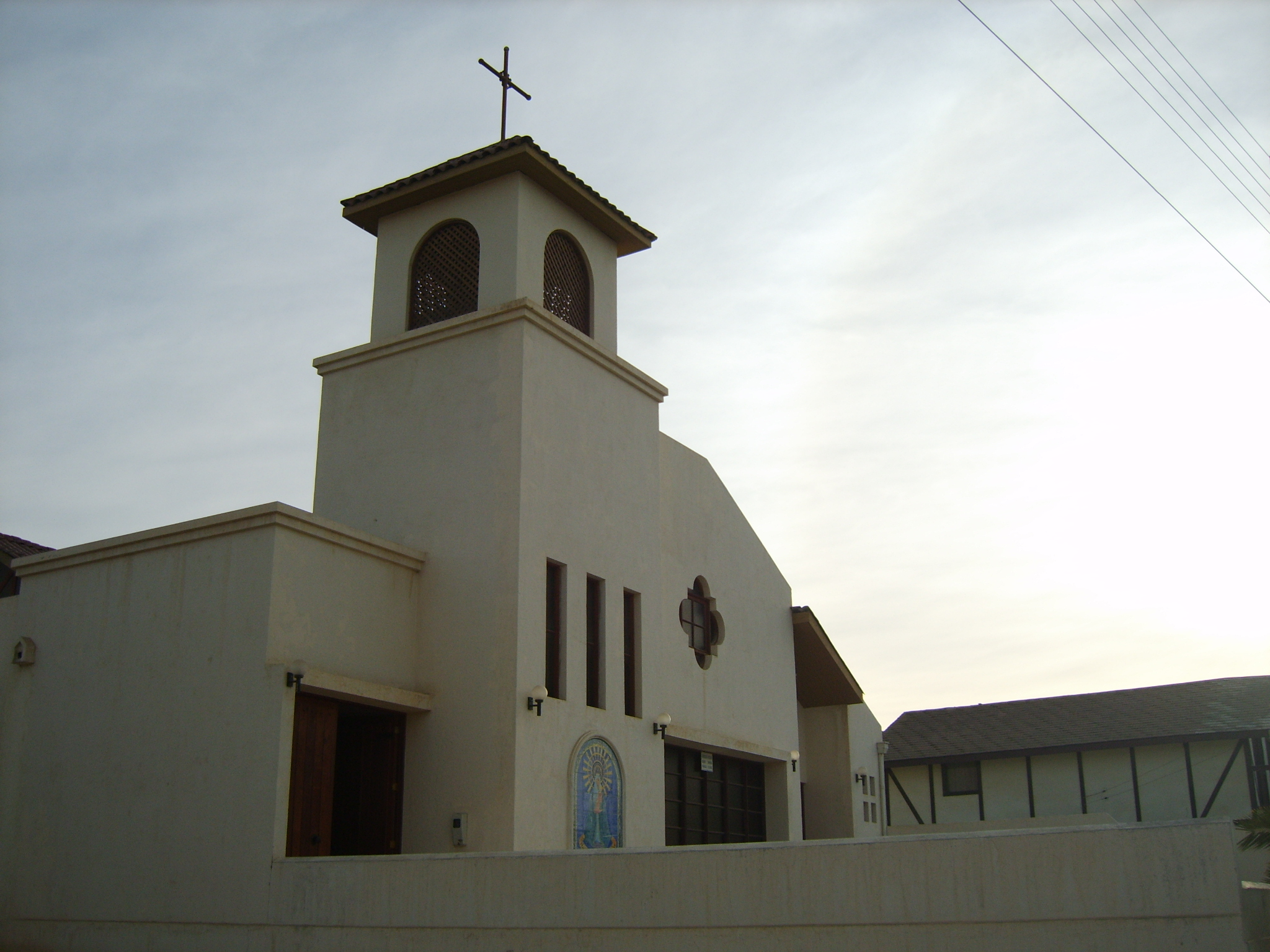
Capilla Nuestra Señora del Pilar.

Existe un templo católico en La Herradura: la Capilla Nuestra Señora del Pilar, ubicada en la esquina de las calles Ermita y Correo, frente a la plaza principal de la localidad. Depende de la Parroquia San Luis Gonzaga. Sufrió daños tras el terremoto de 1997, siendo restaurada y reabierta al público en el año 2000.
La localidad cuenta con la Undécima Compañía de Bomberos «Arturo Prat Chacón», perteneciente al Cuerpo de Bomberos de Coquimbo. Fue fundada oficialmente el 24 de junio de 1986, cuando fue anexada la brigada bomberil conformada por vecinos de La Herradura y que había sido constituida en enero de 1982. Existe también una tenencia de Carabineros en el sector, ubicada a un costado del cuartel de bomberos.

### Transporte
La Herradura cuenta desde diciembre de 2016 con servicios de microbuses que la conectan con el sector de Sindempart en Coquimbo, Peñuelas y el acceso a la ciudad de La Serena; el recorrido cuenta con los números 10 y 11 y es operado por Lisanco. Existen también taxis colectivos operados por la Asociación Gremial de Taxis Colectivos La Herradura-Sindempart-Coquimbo, que poseen el número 6 y hacia 2011 su flota era de 186 automóviles.